# 3-甲基-2-丁烯-1-硫醇
3-甲基-2-丁烯-1-硫醇是一种有机化合物，化学式为C5H10S。它可由3-甲基-2-丁烯-1-醇和硫脲反应制得。它可以被过氧化氢氧化为二(3-甲基-2-丁烯-1-基)二硫。